# Rainier d'Autriche (1783-1853)
Pour les articles homonymes, voir Rainier d'Autriche.
Rainier Joseph de Habsbourg-Lorraine (Rainier-Joseph von Habsburg-Lothringen) est un archiduc d'Autriche, né à Pise le 30 septembre 1783 et mort à Bozen le 16 janvier 1853. Fils de l'empereur Léopold II du Saint-Empire et de l'infante Marie-Louise d'Espagne. Il exerce les fonctions de vice-roi de Lombardie-Vénétie de 1818 à 1848, représentant sur place son frère, l’empereur François Ier.

## Union et postérité

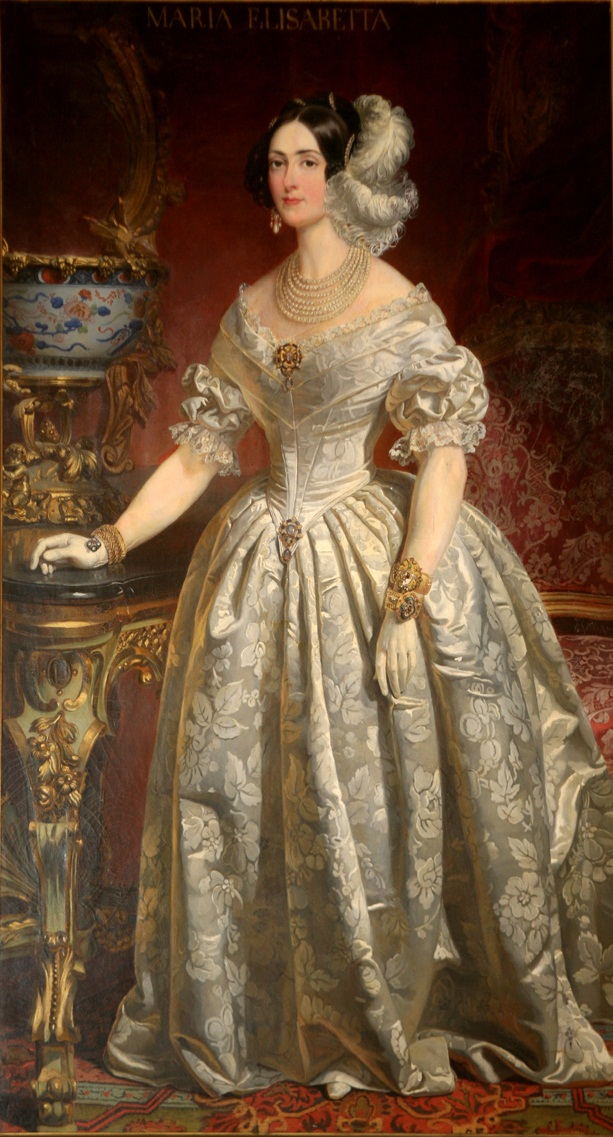
Élisabeth de Savoie-Carignan (1800-1856)

Rainier épouse en 1820 Élisabeth de Savoie-Carignan (1800-1856) sœur de Charles-Albert de Sardaigne. Ils ont pour enfants :
- Marie-Caroline (1821-1844), fiancée au prince Eugène-Emmanuel de Savoie-Villafranca (1843/1844)
- Marie Adélaïde (1822-1855), qui épouse en 1842 Victor-Emmanuel II, roi de Sardaigne (1820-1878)
- Léopold d'Autriche (1823-1898), « Feldmarschalleutnant »[1]
- Ernest d'Autriche (1824–1899), « Feldmarschalleutnant »[2]
- Sigismond d'Autriche (1826–1891), « Feldmarschalleutnant »
- Rainier d'Autriche (1827-1913)[2] marié en 1852 à sa cousine Marie-Caroline
- Henri d'Autriche (1828–1891)[2], « Feldmarschal lieutenant », marié morganatiquement en 1868 avec Leopoldine Hofmann, "baronne de Waideck" (1842-1891)
- Maximilien d'Autriche (1830-1839)

## Sources
« http://web.genealogie.free.fr/Les_dynasties/Les_dynasties_celebres/Europe_Centrale_et_Orientale/Dynastie_de_Habsbourg-Autriche.htm »(Archive.org • Wikiwix • Archive.is • Google • Que faire ?) (consulté le 21 août 2014)